# The Out-of-Towners (album)
The Out-of-Towners is een muziekalbum van het trio Keith Jarrett, Gary Peacock en Jack DeJohnette. Het is een mix van eigen composities en jazzstandards, die live uitgevoerd worden op 28 juli 2001 in München, het gebouw van de Staatsopera.

## Musici
- Keith Jarrett – piano;
- Gary Peacock – contrabas;
- Jack DeJohnette- slagwerk.

## Composities
1. Intro (KJ)
2. I can't believe that you're in love with me (Clarence Gaskill, Jimmy McHugh)
3. You've changed (Carl Fisher, Bill Carey)
4. I love you (Cole Porter)
5. The Out-of-Towners (KJ)
6. Five Brothers (Gerry Mulligan)
7. It's all in the game (Charles Gates Dawes, Carl Sigman)